# Direzione generale dell'aviazione civile
La Direzione generale dell'aviazione civile francese, in lingua originale Direction générale de l'aviation civile, nota anche con l'acronimo DGAC, è l'autorità nazionale di vigilanza sul trasporto aereo civile per la Francia. Ha sede al XV arrondissement di Parigi, 50, rue Henry-Farman. È subordinata al Ministero dell'ecologia, energia e sviluppo sostenibile.
La DGAC impone una tassa per l'aviazione civile su diversi voli che operano dalla Francia.